# Одиннадцать молчаливых мужчин
«Одиннадцать молчаливых мужчин» — российский художественный кинофильм режиссёра Алексея Пиманова, рассказывающий о турне московского футбольного клуба «Динамо» на Британские острова в ноябре 1945 года.
Премьера в России состоялась 17 февраля 2022 года. Телевизионная премьера состоялась на «Первом канале» 4 ноября 2022 года.

## Сюжет
Сюжет фильма в целом соответствует историческим спортивным событиям: осенью 1945 года футбольная ассоциация Англии пригласила чемпиона СССР — московское «Динамо» — сыграть несколько товарищеских матчей с британскими клубами. Однако авантюрно-романтическая линия сюжета, связанная с романом советского футболиста Всеволода Боброва и британской журналистки Эбби, является художественным вымыслом.
Фильм начинается с тренировки футболистов «Динамо». В салоне самолета, летящего через Ла-Манш, главный тренер Михаил Якушин общается с игроками для специального авторского репортажа Вадима Синявского. Среди спортсменов особое место занимает Всеволод Бобров, футболист ЦДКА (впоследствии ЦСКА), которого Якушин взял в Англию, чтобы усилить свою команду. Бобров еще не влился в коллектив, но уже подружился с Константином Бесковым, основным нападающим столичного «Динамо».
Тем временем в Англии молодая журналистка Эбби спорит со своим начальником о том, что легко заведёт роман с известным советским футболистом и даже напишет об этом статью. От подкупленных ею и её молодым фотографом работников английских авиалиний они узнают, что по ошибке самолёт с советскими футболистами должен приземлиться в совершенно другой аэропорт и это дает им шанс взять интервью первыми. К удивлению футболистов «Динамо» их встретила только молодая журналистка. Эбби берёт краткое интервью у всех участников футбольного клуба и влюбляет в себя Боброва. После советские футболисты уезжают в отель,  оставив остальных журналистов, которые приехали позже, ни с чем. На следующий день Всеволод Бобров не идёт на тренировку, сославшись на плохое самочувствие, поэтому чиновница из советского спорткома Александра Елисеева вызывается подвезти мячи к спортивной площадке и помочь Боброву доехать на автобусе. Как она позже признаётся Боброву, она поехала с футболистами в Англию не из-за того, что она любит футбол, а в надежде найти себе вторую половину. Но советский футболист не придаёт никакого значения словам Елисеевой и сбегает от неё, чтобы встретиться с понравившейся ему Эбби.
Параллельно с романом Боброва и Эбби развиваются любовные отношения Бескова с известной балериной, которой он часто звонит, но не решается ничего сказать, потому что стесняется своего голоса, как он позже признаётся Боброву.
Ещё одна сюжетная линия повествует о нелегальном букмекере Пеппере, который пытается сорвать большой куш на играх английских клубов с «Динамо». Но его план с треском проваливается, когда советские футболисты выигрывают первый матч. Между тем тренер Якушин пригрозил Боброву, что если тот не начнёт пасовать и играть на команду, то он будет вынужден оставить его на скамье запасных. Однако Боброва больше интересуют его любовные отношения с английской журналисткой, но в какой-то момент он начинает догадываться, а после слов Виктории Стрелковой, атташе по культуре и старой знакомой комментатора Синявского, футболист убеждается, что Эбби его эксплуатирует. А тем временем Пеппер, афера которого стоит на грани провала, грозит нападающему «Челси», Томми Лоутону, что если тот не позволит «Динамо» выиграть, то может лишиться жизни. Но чувства долга перед своей командой берут вверх, Томми забивает решающий гол и сбегает с поля. И, после скандала Боброва и Эбби, приходит к последней, чтобы спросить свою бывшую девушку, любит ли она советского футболиста. Неожиданно для себя молодая журналистка осознаёт, что влюблена в Боброва. Внезапно к ним в дом врывается разгневанный Пеппер и грозится выстрелить Томми в голову, если «Динамо» выиграет в следующем матче. Он заставляет Эбби послать записку Боброву, в которой она сообщает, что её жизнь может оказаться под угрозой, если Всеволод забьёт победный гол. Но записка не доходит до Боброва, она попадает к Стрелковой. И во время грандиозной победы советского Динамо над англичанами Стрелкова спасает Томми и Эбби. Перед отъездом на родину Бобров ждет Эбби, потому что все еще неравнодушен к ней, но та не приходит, т.к. считает, что он больше не любит её.
В последней сцене Боброва, уже через некоторое время после событий фильма готовящегося к очередному матчу, окликает Бесков со своей возлюбленной, которой он все-таки решился сделать предложение. С ними был фотограф, который просит Боброва попозировать, но тот отказывается, сказав, что «у него контракт», как бы намекая зрителям на память об Эбби.
Прозвище «Одиннадцать молчаливых мужчин в синих пальто» — это исторический факт, его дала гостям британская пресса после общения в аэропорту, поскольку советские футболисты совсем не умели давать интервью и не знали английского. Вся советская делегация в действительности состояла из 37 мужчин и одной женщины-переводчицы.

## В ролях
- Макар Запорожский — Всеволод Бобров, нападающий ЦДКА, призванный для усиления ФК «Динамо»
- Алёна Коломина — Эбби, журналист «Daily Mail»
- Андрей Чернышов — Пеппер, сержант Королевских ВВС Великобритании
- Павел Трубинер — Михаил Якушин, главный тренер ФК «Динамо»
- Роман Курцын — Алексей Хомич, вратарь ФК «Динамо»
- Дмитрий Белоцерковский — Константин Бесков, нападающий ФК «Динамо»
- Павел Крайнов — Вадим Синявский, радиокомментатор
- Софья Шуткина — Александра Елисеева, переводчица советской делегации
- Евгения Лапова — Виктория Стрелкова, атташе по культуре
- Ольга Лерман — Валерия Васильева, невеста Константина Бескова
- Станислав Колодуб — Всеволод Блинков, полузащитник ФК «Динамо»
- Александр Алёшкин — Василий Карцев, нападающий ФК «Динамо»
- Кирилл Кузнецов — Иван Станкевич, защитник ФК «Динамо»
- Вячеслав Морозов — Евгений Архангельский, нападающий ФК «Динамо»
- Станислав Раскачаев — Михаил Семичастный, нападающий и капитан ФК «Динамо»
- Иван Степанов — Борис Орешкин, полузащитник ФК «Динамо»
- Александр Коркунов — Леонид Соловьёв, полузащитник ФК «Динамо»
- Денис Денисов — Николай Дементьев, нападающий ФК «Динамо»
- Всеволод Макаров — Василий Трофимов, правый крайний нападающий ФК «Динамо»
- Юрий Трубин — Сергей Соловьёв, нападающий ФК «Динамо»
- Глеб Гервассиев — Томас (Томми) Лоутон, нападающий ФК «Челси»

## Производство
Съёмки фильма начались в сентябре 2019 года и проходили в Санкт-Петербурге, Сестрорецке, Москве (стадион ЦСКА в Лефортово), Павловске, Пушкине и Калужской области. Премьеру фильма изначально планировали представить в ноябре 2020 года, к 75-летию турне ФК «Динамо» по Великобритании. Специально для каждого актёра были изготовлены уникальная форма и бутсы, полностью соответствующие экипировке того времени.
Первый трейлер фильма вышел 23 ноября 2021 года.

## Награды и премии
- VI Международный кинофестиваль «17 мгновений…» им. Вячеслава Тихонова — Гран-при Лучший фильм кинофестиваля и приз «За лучшую операторскую работу»[5][6].
- XXX Международный детский кинофестиваль «Алые паруса в Артеке» им. Василия Ланового — Гран-при Лучший фильм кинофестиваля и приз Лучший актёр кинофестиваля (Макар Запорожский)[7][8].
- VII Кинофестиваль БРИКС в Шанхае (2022) — Приз «Лучший режиссер» (Алексей Пиманов)[9].

## Отзывы и оценки
Фильм получил средние, неоднозначные оценки в прессе
Георгий Фадин (портал «Кузбасс») похвалил видеоряд, но посчитал, что кино не способно ни рассказать увлекательную историю об историческом событии, ни оправдать своё название. Денис Ступников (Intermedia) заключил, что Алексей Пиманов «делает главную ставку на красоту и эстетизм, аккуратно добавляя в фильм шпиономанию, махинации на спортивном тотализаторе и любовную линию».